# Zeilen op de Olympische Zomerspelen 2016 – 470 vrouwen
De zeilwedstrijd met de 470 vrouwen op de Olympische Zomerspelen 2016 vond plaats van 10 augustus tot en met 18 augustus. Regerend olympisch kampioenen waren Jo Aleh en Polly Powrie uit Nieuw-Zeeland, waarvan alleen de eerste samen met een andere zeiler de titel verdedigde. De competitie werd verdeeld in elf ronden. Punten werden gegeven na elke race; de winnaar scoorde 1 punt, de tweede plaats scoorde 2 punten, enz. Als een zeiler gediskwalificeerd werd of niet had gefinisht, dan werd er 1 plus het aantal deelnemers aan punten gegeven, in deze wedstrijd was dat 21 punten. Het slechtste resultaat van de eerste 10 races werd weggestreept. De elfde ronde, ook wel de medalrace genoemd, werd gehouden voor de top 10 van de eerste 10 races. In deze ronde werden de punten verdubbeld.

## Planning
Alle tijden zijn Midden-Europese Zomertijd (UTC+2)
| Datum            | Tijd                  | Race            |
| ---------------- | --------------------- | --------------- |
| 10 augustus 2016 | 18:15 en 19:40        | Race 1 en 2     |
| 11 augustus 2016 | 18:05 en 19:35        | Race 3 en 4     |
| 12 augustus 2016 | 18:15                 | Race 5          |
| 14 augustus 2016 | 18:05 en 19:30        | Race 6 en 7     |
| 16 augustus 2016 | 18:15 en 19:40, 21:05 | Race 8, 9 en 10 |
| 18 augustus 2016 | 18:05                 | Medalrace       |

## Resultaten
| Rang   | Land | Zeilers                                           | Race   | Race   | Race | Race   | Race   | Race   | Race | Race   | Race   | Race | Race | Punten | Punten |
| Rang   | Land | Zeilers                                           | 1      | 2      | 3    | 4      | 5      | 6      | 7    | 8      | 9      | 10   | M    | Tot    | Net    |
| ------ | ---- | ------------------------------------------------- | ------ | ------ | ---- | ------ | ------ | ------ | ---- | ------ | ------ | ---- | ---- | ------ | ------ |
| Goud   | GBR  | Hannah Mills Saskia Clark                         | 4      | 8      | 1    | 6      | 1      | 8      | 1    | 3      | 2      | 3    | 16   | 52     | 44     |
| Zilver | NZL  | Jo Aleh Polly Powrie                              | 21 DSQ | 1      | 4    | 1      | 12     | 21 UFD | 3    | 1      | 1      | 4    | 6    | 75     | 54     |
| Brons  | FRA  | Camille Lecointre Helene Defrance                 | 6      | 18     | 2    | 3      | 4      | 13     | 7    | 7      | 6      | 2    | 12   | 80     | 62     |
| 4      | NED  | Afrodite Zegers Anneloes van Veen                 | 15     | 2      | 8    | 8      | 14     | 4      | 11   | 2      | 3      | 7    | 4    | 78     | 63     |
| 5      | JPN  | Ai Kondo Yoshida Miho Yoshioka                    | 1      | 4      | 3    | 7      | 19     | 9      | 12   | 4      | 11     | 1    | 14   | 85     | 66     |
| 6      | SLO  | Tina Mrak Veronika Macarol                        | 2      | 6      | 5    | 4      | 21 DSQ | 12     | 4    | 21 DSQ | 5      | 6    | 2    | 88     | 67     |
| 7      | USA  | Annie Haeger Briana Provancha                     | 7      | 3      | 10   | 2      | 5      | 5      | 2    | 8      | 8      | 9    | 20   | 79     | 69     |
| 8      | BRA  | Fernanda Oliveira Ana Luiza Barbachan             | 5      | 5      | 13   | 10     | 2      | 21 UFD | 9    | 6      | 13     | 5    | 8    | 97     | 76     |
| 9      | AUT  | Lara Vadlau Jolanta Ogar                          | 3      | 12     | 12   | 5      | 6      | 1      | 5    | 16     | 21 DSQ | 14   | 18   | 113    | 92     |
| 10     | POL  | Agnieszka Skrzypulec Irmina Mrozek-Gliszczynska   | 10     | 14     | 9    | 21 RET | 3      | 14     | 19   | 12     | 7      | 8    | 10   | 127    | 106    |
| 11     | CHI  | Nadja Horwitz Sofia Middleton                     | 9      | 11     | 18   | 16     | 10     | 2      | 10   | 10     | 14     | 15   | -    | 115    | 97     |
| 12     | ESP  | Barbara Cornudella Ravetllat Sara Lopez Ravetllat | 14     | 13     | 7    | 11     | 13     | 11     | 13   | 18     | 9      | 10   | -    | 119    | 101    |
| 13     | SUI  | Linda Fahrni Maja Siegenthaler                    | 8      | 15     | 15   | 12     | 9      | 10     | 8    | 11     | 16     | 19   | -    | 123    | 104    |
| 14     | RUS  | Alisa Kiriliuk Liudmila Dmitrieva                 | 21 UFD | 21 DSQ | 6    | 9      | 11     | 7      | 18   | 9      | 12     | 11   | -    | 125    | 104    |
| 15     | AUS  | Carrie Smith Jaime Ryan                           | 16     | 8      | 11   | 17     | 7      | 6      | 14   | 15     | 17     | 12   | -    | 123    | 106    |
| 16     | CHN  | Lizhu Huang Xiaoli Wang                           | 11     | 10     | 17   | 13     | 16     | 16     | 17   | 13     | 4      | 16   | -    | 130    | 113    |
| 17     | ISR  | Gil Cohen Nina Amir                               | 21 UFD | 9      | 19   | 15     | 17     | 17     | 15   | 5      | 10     | 13   | -    | 141    | 120    |
| 18     | GER  | Annika Bochmann Marlene Steinherr                 | 12     | 16     | 17   | 21 DNF | 15     | 3      | 6    | 14     | 21 DSQ | 17   | -    | 142    | 121    |
| 19     | ITA  | Elena Berta Alice Sinno                           | 13     | 19     | 16   | 14     | 8      | 15     | 16   | 19     | 15     | 20   | -    | 155    | 135    |
| 20     | SIN  | Jovina Choo Amanda NG                             | 17     | 17     | 20   | 21 DNF | 18     | 21 UFD | 20   | 17     | 18     | 18   | -    | 187    | 166    |

Afkortingen:
- OCS – Start aan verkeerde kant van de startlijn
- DSQ, BFD, DGM, DNE – Gediskwalificeerd
- DNF – Niet gefinisht
- DNS – Niet gestart
- DPI – Straf opgelopen
- RDG - Schadeloosstelling
- UFD - "U"vlag diskwalificatie